# General Sherman (træ)
General Sherman er et mammuttræ (Sequoiadendron giganteum) i Sequoia & Kings Canyon National Park i Tulare County, Californien i USA, som er verdens største enstammede træ i forhold til dets masse. Et træs masse er naturligvis svær at udregne, men dette træs masse angives til at være på cirka 1.500 kubikmeter. Træet er opkaldt efter general William Sherman. Træet anslås at være mellem 2.300 og 2.700 år gammelt.
General Sherman er hverken det højeste enstammede træ (den rekord indehaves af det beslægtede Rødtræ (Sequoia sempervirens)) eller det tykkeste (den rekord indehaves af den beslægtede sumpcypres-art, Taxodium mucronatum). Det er heller ikke det ældste enstammede træ (den rekord indehaves af en art af Fyrreslægten, Pinus longaeva). Der findes endvidere kloner eller kolonier af træer, hvor koloniens samlede alder og samlede vægt er langt større. 
Tidligere blev General Sherman betegnet som verdens største levende organisme, og den er da også større end noget kendt dyr. Men der findes kolonier af både svampe, træer og alger der er større - tidligere var man blot ikke klar over, at disse var én organisme.
General Sherman er "blot" det største nulevende enstammede træ. Et rødtræ fældet i 1940'erne, The Crannell Creek Giant, er estimeret til at have været 15-25% større.

## Historie
Træet blev navngivet i 1879 af James Wolverton, som havde tjent i den amerikanske borgerkrig under general William Tecumseh Sherman - der også har lagt navn til den amerikanske M4 Sherman kampvogn. Nationalparken blev etableret i 1890. Først i 1931 fastslog man, at træet var verdens største, og det samlede rumfang af ved blev et anerkendt mål for den samlede størrelse af et træ (modsat f.eks. længde, alder og tykkelse).
Nationalparken modtager mellem 1 og 2 millioner besøgende hvert år. Dette sammen med mange års opførelse af bygninger og parkeringspladser til de mange besøgende har betydet at jorden i parken (bl.a. ved General Sherman) nu lider af traktose. Man har derfor påbegyndt et projekt, der skal forbedre træernes livsvilkår og begrænse skadevirkningen af de mange besøgende uden at begrænse antallet af besøgende. Allerede John Roberts White der var forstander for parken fra 1920 til 1938 arbejdede for at begrænse følgerne af de mange besøgende, og fik gennemført at der ikke blev opført flere bygninger eller bygget flere veje.